# Stanisław Krogulski
Stanisław Krogulski, ps. „Orland” (ur. 14 marca 1893 w Łowczówku k. Tarnowa, zm. między 16 a 19 kwietnia 1940 w Katyniu) – podpułkownik dyplomowany kawalerii Wojska Polskiego, kawaler Orderu Odrodzenia Polski, ofiara zbrodni katyńskiej.

## Życiorys
Syn Augustyna (1866–1924), działacza niepodległościowego i społecznego, żołnierza Legionów Polskich oraz Bronisławy z Bednarskich. Uczył się w gimnazjum w Sanoku, Rzeszowie i Lwowie; egzamin dojrzałości zdał w 1916 w Krakowie. Żołnierz I Brygady Leg. Obrońca Lwowa i Wilna. W obronie Lwowa w stopniu podchorążego w dniach 1–22 listopada 1918 walczył na III Odcinku. Uczestnik III powstania śląskiego. W październiku 1920 został przeniesiony z Polskiej Ekspozytury Wojskowej na Ukrainie do dyspozycji Grupy Operacyjnej Jazdy.   
3 maja 1922 roku został zweryfikowany w stopniu rotmistrza ze starszeństwem z dniem 1 czerwca 1919 i 257. lokatą w korpusie oficerów jazdy (od 1924 – kawalerii), a jego oddziałem macierzystym był 26 pułk ułanów. W 1923 służył w Oddziale IIIa Biura Ścisłej Rady Wojennej, pozostając oficerem nadetatowym 26 pułku ułanów. 13 października tego roku został skierowany do Wyższej Szkoły Wojennej w Warszawie, w charakterze słuchacza Kursu Normalnego 1923–1925. Z dniem 1 października 1925, po ukończeniu kursu i otrzymaniu dyplomu naukowego oficera Sztabu Generalnego, został przydzielony do Dowództwa Okręgu Korpusu Nr X w Przemyślu. W 1928 znajdował się w dyspozycji Ministerstwa Skarbu, pozostając w kadrze oficerów kawalerii. Pełnił wówczas służbę w Komendzie Głównej Straży Granicznej w Warszawie na stanowisku szefa sztabu. W kwietniu 1928 prowadził wykłady z „piechoty i taktyki ogólnej” na I Kursie Instruktorów Szkolnych dla Policji Państwowej. W kwietniu 1929 został przeniesiony do 3 pułku strzelców konnych, a w KG SG zastąpił go mjr Leopold Ruszczyc z 5 Brygady KOP. 30 stycznia 1930 został wybrany do Komitetu Organizacyjnego Święta Rarańczy. 27 stycznia 1930 roku został awansowany na stopień majora ze starszeństwem z dniem 1 stycznia 1930 i 11. lokatą w korpusie oficerów kawalerii. W czerwcu tego roku został przeniesiony do Brygady Kawalerii „Równe” na stanowisko szefa sztabu. Brał udział w Rajdzie Brygady Kawalerii „Równe” w dniach 6 – 17 października 1932. W listopadzie 1932 został przeniesiony do Sztabu Głównego. W latach 1933–1934 kierował referatem w DOK I w Warszawie. W marcu 1934 został przeniesiony do 3 pułku ułanów w Tarnowskich Górach na stanowisko zastępcy dowódcy pułku. W listopadzie 1936 przeniesiony do DOK II w Lublinie. Awansowany do stopnia podpułkownika ze starszeństwem z dniem 19 marca 1939. W 1939 kierownik Samodzielnego Referatu Bezpieczeństwa Wojennego w Dowództwie Okręgu Korpusu Nr II w Lublinie.   
W kampanii wrześniowej wzięty do niewoli radzieckiej. Według stanu na grudzień 1939 był jeńcem obozu w Kozielsku. Między 15 a 17 kwietnia 1940 przekazany do dyspozycji naczelnika smoleńskiego obwodu NKWD – lista wywózkowa 032/1 poz. 66 nr akt 1172 z 14.04.1940. Został zamordowany między 16 a 19 kwietnia 1940 przez NKWD w lesie katyńskim. Zidentyfikowany podczas ekshumacji prowadzonej przez Niemców w 1943, zapis w dzienniku ekshumacji pod datą 26.05.1943. Przy szczątkach Stanisława Krogulskiego w mundurze oficerskim znaleziono książeczkę PKO, legitymację MSWojsk. i świadectwo szczepień z obozu w Kozielsku. Figuruje na liście AM–3284, a po naniesionych poprawkach pod nr 3281 i liście Komisji Technicznej PCK pod numerem: GARF-120-03284. Nazwisko Krogulskiego znajduje się na liście ofiar (pod nr 3284) opublikowanej w Gońcu Krakowskim nr 169, w Nowym Kurierze Warszawskim nr 164 z 1943.    
Publikował w fachowej prasie wojskowej, m.in. w „Przeglądzie Kawaleryjskim” opublikował artykuły pt. Indywidualna obrona przeciwpancerna oraz Związek pancerny przeciw kawalerii.

## Życie prywatne
Żonaty od sierpnia 1939 z Marią Danutą z Mulińskich (ur. 1913), nie pozostawił potomstwa. Mieszkał w Lublinie przy ulicy Skłodowskiej 16/1. 

## Ordery i odznaczenia
- Krzyż Niepodległości (23 grudnia 1933)[32]
- Krzyż Kawalerski Orderu Odrodzenia Polski (10 listopada 1928)[25]
- Krzyż Walecznych (czterokrotnie)[25][2]
- Złoty Krzyż Zasługi
- Medal Pamiątkowy za Wojnę 1918–1921
- Medal Dziesięciolecia Odzyskanej Niepodległości
- Odznaka pamiątkowa Wyższej Szkoły Wojennej[33]

## Upamiętnienie
- Minister Obrony Narodowej Aleksander Szczygło decyzją Nr 439/MON z 5 października 2007 awansował go pośmiertnie na stopnień pułkownika. Awans został ogłoszony 9 listopada 2007, w Warszawie, w trakcie uroczystości „Katyń Pamiętamy – Uczcijmy Pamięć Bohaterów”.
- Krzyż Kampanii Wrześniowej – zbiorowe, pośmiertne odznaczenie pamiątkowe wszystkich ofiar zbrodni katyńskiej (1 stycznia 1986).
- Tablica epitafijna na Mogile Katyńskiej w Lublinie[34].